# Scapozygocera quadriplagiata
Scapozygocera quadriplagiata là một loài bọ cánh cứng trong họ Cerambycidae.